# Реєстр радіообладнання та випромінювальних пристроїв
Реєстр радіообладнання та випромінювальних пристроїв(також Реєстр радіообладнання, або Реєстр РО та ВП).
Реєстр веде Національна комісія, що здійснює державне регулювання у сферах електронних комунікацій, радіочастотного спектра та надання послуг поштового зв'язку (НКЕК).

## Історія
Рішенням колишньої Національної комісії з питань регулювання зв’язку України від 03 листопада 2005 року № 117 будо затверджене «Положення про порядок і форму ведення реєстру радіоелектронних засобів та випромінювальних пристроїв, що можуть застосовуватися на території України в смугах радіочастот загального користування».
Рішенням колишньої Національної комісії, що здійснює державне регулювання у сфері зв’язку та інформатизації, від 13 лютого 2018 № 78 був затверджений «Порядок ввезення з-за кордону та реалізації в Україні радіоелектронних засобів та випромінювальних пристроїв», який зареєстроване в Міністерстві юстиції України 12 березня 2018 року за № 282/31734.
Дані Положення і Порядок втратили чинність внаслідок прийняття постановою НКЕК від 29 червня 2022 №87 «Положення про реєстр радіообладнання та випромінювальних пристроїв.